# Ді Сі Юнайтед
«Ді Сі Юнайтед» (англ. D.C. United) — професіональний футбольний клуб з Вашингтона, який виступає Major League Soccer (Східна конференція) — вищій футбольній лізі США та Канади. Є одним з десяти клубів, які заснували лігу в 1996 році. Клуб був одним з найуспішніших у перші роки існування МЛС — з 1996 по 1999 рік під керівництвом головного тренара Брюса Арени здобув три Кубки МЛС і два Supporters' Shield (нагорода для переможця регулярного чемпіонату). Загалом Ді Сі Юнайтед чотири рази ставав чемпіоном МЛС, чотири рази вигравав Supporters' Shield і тричі Відкритий кубок США. Також став переможцем Кубка чемпіонів КОНКАКАФ 1998 року і є одним з лише двох клубів MLS, здобували цей титул.
Стадіоном для домашніх матчів є Роберт Ф. Кеннеді Меморіал Стедіум, який є власністю округа Колумбія.

## Історія

### Ранні роки (1995—1999)

#### Виділення франшизи MLS для Округу Колумбія
Напередодні старту чемпіонату світу 1994 року Федерація футболу США виконала обіцянку, яку дала ФІФА, по сприянню в створенні нової професійної ліги. 15 червня 1994 року MLS вибрала Вашингтон, округ Колумбія, з-поміж двадцяти двох претендентів на отримання однієї з перших семи франшиз, ще три були додані перед стартом ліги. Після того, як Вашингтон отримав франшизу, потрібно було призначити нове керівництво. Відповідно до правил іменування спортивних команд у США, найраніші варіанти назви включали комбінацію географічної назви області і талісмана. Декотрі пропозиції: «Спайс», «Амеріканз» і «Іглз». Проте у підсумку керівництво нової команди вирішило дати клубу назву «Ді Сі Юнайтед», яка асоціювала клуб з відомими європейськими клубами, що мають частку «Юнайтед» у назві, наприклад, «Лідс Юнайтед» та «Манчестер Юнайтед», а також відображала розташування команди в столиці Сполучених Штатів.

#### Перші успіхи (1996—1999)
«Ді Сі Юнайтед» зіграв свій перший матч в MLS 6 квітня 1996 року проти «Сан-Хосе Клеш» (зараз «Ерсквейкс»). У першій грі рахунок залишався невідкритим до останньої хвилини основного часу, коли форвард «Сан-Хосе», Ерік Віналда, забив перший гол в історії ліги і приніс «Юнайтед» першу поразку. «Ді Сі Юнайтед» програв свої наступні три матчі і незабаром опинився на останньому місці як у Східній конференції, так і в загальному заліку.
«Юнайтед», однак, зміг набрати потрібні очки і отримати право на участь у плей-офф, маючи в активі по 16 перемог та поразок. Команді вдалося виграти титул чемпіона Східної конференції, перемігши володаря Supporters' Shield, «Тампа-Бей М'ютені». У першому фіналі Кубку MLS «Юнайтед» обіграв чемпіона Західної конференції, «Лос-Анджелес Гелаксі». По ходу матчу «Юнайтед» поступався з рахунком 0:2, але в результаті «Юнайтед» здобув вольову перемогу з рахунком 3:2. Крім того, «Юнайтед» став першою за останні чотири роки спортивною командою з Вашингтона, яка виграла національний чемпіонат. «Юнайтед» потім оформив «дубль», перемігши з рахунком 3:0 «Рочестер Райноз» у фіналі Відкритого кубка США. Рекорд відвідуваності в 8000 глядачів на Відкритому кубку тримався до 2009 року, коли «Юнайтед» зіграв проти «Сіетл Саундерз». Дубль «Юнайтед» був першим випадком, коли професійний американський футбольний клуб виграв і лігу і внутрішню першість після того, як «Нью Бедфорд Уейлерз» зробили це у 1932 році.
У 1997 році команда виграла і Supporters' Shield і Кубок МЛС, подібне досягнення в історії ліги інші клуби зуміли повторити лише п'ять разів. На другому році свого існування команда на додаток до MLS і Відкритого кубку США змагалася в Кубку чемпіонів КОНКАКАФ. 12 серпня 1997 року «Юнайтед» зіграв свій перший міжнародний матч, в чвертьфіналі Кубка чемпіонівКОНКАКАФ клуб зустрівся з «Юнайтед Петротрін» з Тринідаду і Тобаго. Гол Марко Етчеверрі на 84-й хвилині приніс клубу перемогу і місце в півфіналі Кубку КОНКАКАФ, де «Юнайтед» зустрівся з «Лос-Анджелес Гелексі». Матч відбувся у Вашингтоні на РФК Стедіум, гравець «Гелексі», Кобі Джонс відзначився на 10-ій хвилині гри. Гол Джонса став вирішальним у матчі, проте «Юнайтед» вибув у півфіналі і зіграв з мексиканською «Гвадалахарою» в матчі за третє місце. Гра завершилася нічиєю 2:2, і призове місце було розділене.
Вигравши Кубок MLS 1997 року, «Ді Сі Юнайтед» вдруге поспіль вийшов до Кубку чемпіонів КОНКАКАФ. У 1998 році турнір був проведений в середині сезону в Сполучених Штатах, і клуб поставив перед собою завдання виграти титул. Після чвертьфіналу, в якому «Юнайтед» з рахунком 8:0 здобув перемогу над «Джо Паблік», «Юнайтед» зіграв проти чемпіона Мексики 1997 року, «Леона», в кінцевому рахунку американський клуб переміг суперника з рахунком 2:0 завдяки дублю Роя Лассітер.
У фіналі «Юнайтед» протистояв «Толуці», чемпіону Мексики 1998 року. На 41-й хвилині гол Едді Поупа приніс «Юнайтед» Кубок КОНКАКАФ. На матчі були присутні 12 607 глядачів. «Юнайтед» став першою спортивною командою з Вашингтона, яка виграла континентальний турнір, і першим клубом MLS, який виграв Кубок КОНКАКАФ. На сьогоднішній день, «Юнайтед» є одним з усього лише двох американських футбольних клубів, які вигравали Кубок КОНКАКАФ.
Континентальний успіх «Юнайтед» доповнився виступом в Міжамериканському кубку 1998 року, нині неіснуючої серії плей-офф між чемпіонами КОНКАКАФ і КОНМЕБОЛ, з метою визначити найкращий футбольний клуб в Америці. Як переможець Кубку чемпіонів КОНКАКАФ 1998 «Юнайтед» зустрівся з володарем Кубку Лібертадорес, «Васко да Гама» з Бразилії. Перший матч був зіграний на Стадіоні РФК, «Васко да Гама» виграв з мінімальним рахунком. Матч-відповідь відбувся в грудні 1998 року на стадіоні «Локхарт» у Форт-Лодердейлі, штат Флорида. У цьому матчі «Юнайтед» зумів відігратися, вигравши з рахунком 2:0 (2:1 - підсумовий результат), таким чином клуб виграв останній розіграш Міжамериканського кубку.
Попри здобуття двох континентальних титулів у 1998 році «Юнайтед» вперше не вдалося виграти національний турнір. Фінішувавши з другим найкращим результатом у регулярному сезоні, «Юнайтед» на 10 очок відстав від «Лос-Анджелес Гелаксі». «Юнайтед» вийшов у фінал Кубка MLS 1998 після перемоги над «Маямі Ф'южн» у півфіналі Східної конференції і перемоги над «Коламбус Крю» з рахунком 2:1, «Юнайтед» втретє виграв Східну конференцію. У фіналі «Юнайтед» повинен був зустрітися з «Чикаго Файр», новим клубом в MLS, однак «Ді Сі Ю» програв з рахунком 2:0, це була перша поразка команди в Кубку MLS.
З самого початку тренером «Ді Сі Юнайтед» був Брюс Арена, але в жовтні 1998 року Арена покинув команду, щоб очолити збірну США. Щоб замінити Арену, керівництво «Юнайтед» звернулося до Томаса Ронгена, який в першому сезоні MLS отримав нагороду Тренер року, будучи біля керма «Тампа-Бей М'ютині». Рюнген керував «Юнайтед» протягом ще одного успішного сезону, в якому клуб переміг у Кубку MLS 1999 року, який відбувся у місті Фоксборо, штат Массачусетс.

### Перебудова (2000 — 2003)
Хоча це не було очевидним на той час, але відхід Арени ознаменував початок спаду в грі команди. У той час, як клуб знову виграв Кубок MLS в 1999 році під керівництвом тренера Томаса Рюнгена, після сезону 1999 року MLS істотно переглянула свої правила, що стосуються структурного формату ліги, в тому числі й зарплати. Клуб був змушений розпрощатися з декількома ключовими гравцями та замінити їх більш молодими і менш високооплачуваними гравцями. Цей «оновлений» склад став першим в історії «Ді Сі Юнайтед», який не зміг потрапити до Кубку MLS і не зміг пробитися в плей-офф. «Ді Сі Юнайтед» завершив сезон MLS 2000 року з 18 поразками, ставши другим з кінця в турнірній таблиці після «Сан-Хосе Ертквейкс».
У 2001 році (у сезоні, в якому команда зазнала 16 поразок та посіла останнє місце в Східній конференції) після двох провальних сезонів керівництво клубу звільнило Рюнгена та запросило колишнього головного тренера «Маямі Ф'южн», Рея Хадсона, який залишився без клубу після того, як команда була розформована. Хадсон вивів «Ф'южн» на перше місце в лізі з 16 перемогами, вигравши Supporters' Shield. Незважаючи на такі результати, Хадсону не вдалося істотно поліпшити становище «Юнайтед» в його перший рік на посаді тренера. В дебютному для Хадсона сезоні «Юнайтед» посів останнє місце в Східній конференції третій рік поспіль. У 2003 році «Ді Сі Юнайтед» нарешті вийшов до плей-оф після трирічної перерви, але команда поступилася в півфіналі «Чикаго Файр» з рахунком 0:4 за сумою двох матчів.
Незважаючи на вихід до плей-оф, Хадсон був звільнений по завершенню сезону 2003 року, перед початком сезону 2004 року його замінив Петр Новак.

### Друга «золота доба», роки Новака (2004—2007)

#### Четвертий Кубок MLS

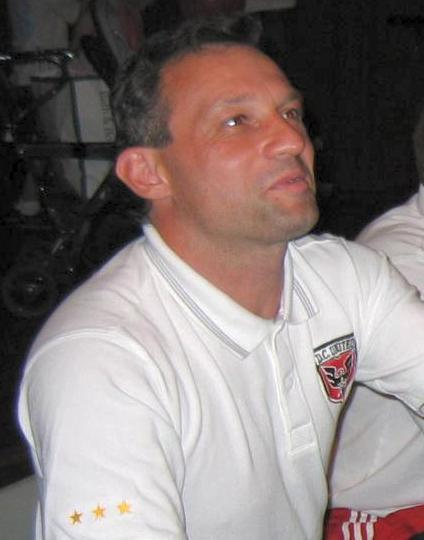
Петр Новак

Епоха Петра Новака та перші роки Тома Соена статистично є найкращими часами «Юнайтед» після того, як команда домінувала в лізі в кінці 90-их років. Завоювавши Кубок MLS, два Supporters 'Shield та Відкритий кубок, «Юнайтед» практично подвоїв число своїх трофеїв протягом чотирьох років. 18 лютого 2004 року Новак очолив тренерський штаб «Ді Сі Юнайтед» після звільнення Рея Хадсона. Цей рік був також відзначений приходом молодого таланту, Фредді Аду, якому на той час було всього лише 14 років. Підписавши контракт з «Юнайтед», Аду став наймолодшим професійним спортсменом в американському спорті з 1887 року. Прихід перспективного гравця став новиною, про яку писали багато національних газет, також завдяки іншим трансферним підсиленням «Юнайтед» збільшилася відвідуваність як домашніх, так і виїзних матчів. Один матч в результаті зібрав понад 46000 глядачів, четверта за величиною аудиторія в історії «Юнайтед».
Протягом першого сезону клубу під керівництвом Новака сталося декілька травм під час тренувань і декотрі гравці скаржилися на методи Новака. Проте в кінці сезону завдяки новому придбанню, аргентинському півзахиснику Крістіану Гомесу, «Юнайтед» покращив результати і вийшов до плей-оф Кубку MLS 2004 року як друга сіяна команда.

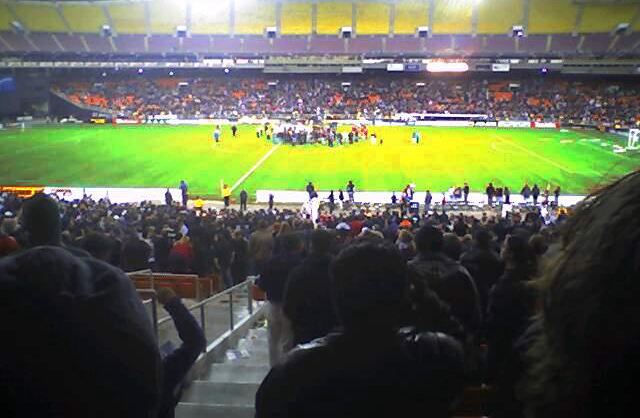
Гравці «Юнайтед» святкують перемогу в Східній конференції (6 листопада 2004 роки)

У чемпіонаті Східної конференції другий сіяний «Юнайтед» зіграв з четвертим сіяним «Нью-Інгленд Революшн» в матчі, який був визнаний найкращим матчем в історії MLS. «Юнайтед» та «Революшн» в основний час зіграли внічию 3:3, на останніх хвилинах гравець «Революшн», Пет Нунен, зумів зрівняти рахунок. В серії післяматчевих пенальті не забив Клінт Демпсі з «Революшн», а Браян Керролл з «Юнайтед» приніс своїй команді перемогу і вихід до фіналу Кубку MLS.
У фіналі Кубку MLS 2004 року «Юнайтед» зіграв з переможцем регулярного сезону Західної конференції, «Канзас-Сіті Уізардз». «Чарівники» здобули перемогу з рахунком 2:0 над «Лос-Анджелес Гелаксі» в фіналі Західної конференції, завдяки чому вийшли до Кубку MLS. У 2004 році фінал отримав додатковий ажіотаж, так як «Юнайтед» вперше вийшов до фіналу Кубку MLS за останні п'ять років, а також в своєму першому фіналі кубку зіграв перспективний Аду. Для «Уізардз», це був їх перший вихід у фінал за чотири роки, раніше вони завойовували Кубок MLS 2000 року. «Чарівники» добре почали матч, півзахисник Хосе Бурсіага молодший пробив з 25 метрів, відкривши рахунок на шостій хвилині матчу. «Юнайтед» швидко відігрався, «Уізардз» пропустили тричі протягом семи хвилин: на 19-ій та 23-ій хвилині відзначився Алеко Ескандарян (пізніше він зізнався, що торкнувся м'яча рукою, коли забивав другий м'яч), а на 26-й хвилині захисник «Чарівників» Александру Зотинка зрізав м'яч у ворота власної команди. Таким чином, «Юнайтед» встановив рекорд Кубка MLS, забивши три голи за сім хвилин. Ситуація змінилася на 58-ій хвилині. В той момент опорний півзахисник «Юнайтед», Дмитро Коваленко, приніс пенальті на ворота своєї команди і отримав червону картку. Коваленко став першим гравцем в історії MLS, якого було видалено у фіналі Кубку. На сьогоднішній день жоден інший гравець в історії Кубку MLS не був видалений у фіналі. Таким чином, нападник «Уізардз», Джош Вулф, реалізував пенальті, скоротивши розрив у рахунку. Згодом «Юнайтед» на 65-ій хвилині замінив Ескандаряна на Аду. За останні 25 хвилин матчу Аду зробив декілька проривів до штрафного майданчика суперника. Незважаючи на атаки Аду, «Юнайтед» довелося витратити переважну частину останніх 20 хвилин матчу на захист від атак «Уізардз», які постійно чинили тиск на захисну лінію суперника та проводили велику кількість позиційних атак. Проте, «Юнайтед» змогли відбити ці атаки та зберегти перевагу, за що команду нагородив похвалою навіть тренер «Уізардз», Боба Ганслера. У підсумку команда виграла свій четвертий Кубок MLS.

### Перемоги в регулярному сезоні
Після успіху «Ді Сі Юнайтед» в Кубку MLS 2004 року, клуб знову повернувся на вершину MLS, цей період став «другою золотою добою» для «Юнайтед». У період з 2005 по 2008 роки «Юнайтед» практично подвоїв число своїх трофеїв, вигравши Відкритий кубок США 2008, а також два Supporters 'Shield за трирічний період. Зокрема, «Юнайтед» став першим клубом MLS, який двічі поспіль виграв Supporters' Shields завдяки перемогам в регулярних сезонах 2006 та 2007 років. Два виграних Supporters' Shields дали можливість «Юнайтед» взяти участь в Кубках чемпіонів КОНКАКАФ 2007 і 2008 років, обидва рази чорно-червоні дійшли до півфіналу.
Кампанія 2006 року стала одним з найкращих регулярних сезонів в історії клубу, команда забила 52 м'ячі (найкращий результат), пропустивши при цьому лише 38. До кінця регулярного сезону «Юнайтед» взяв верх над «Далласом», набравши в підсумку 55 очок з 15 перемогами і обійшовши «Даллас» на три очки. Того року також була зроблена спроба продати франшизу, проте, вона провалилися, в той час як інші клуби отримали нових власників, наприклад, суперники «Юнайтед» у Кубку Атлантики, «Метростарс», були продані компанії «Red Bull GmbH» і змінили назву на «Нью-Йорк Ред Буллз».

### Новий спад (2008—2011)

#### Невдачі в національних турнірах та на міжнародній арені

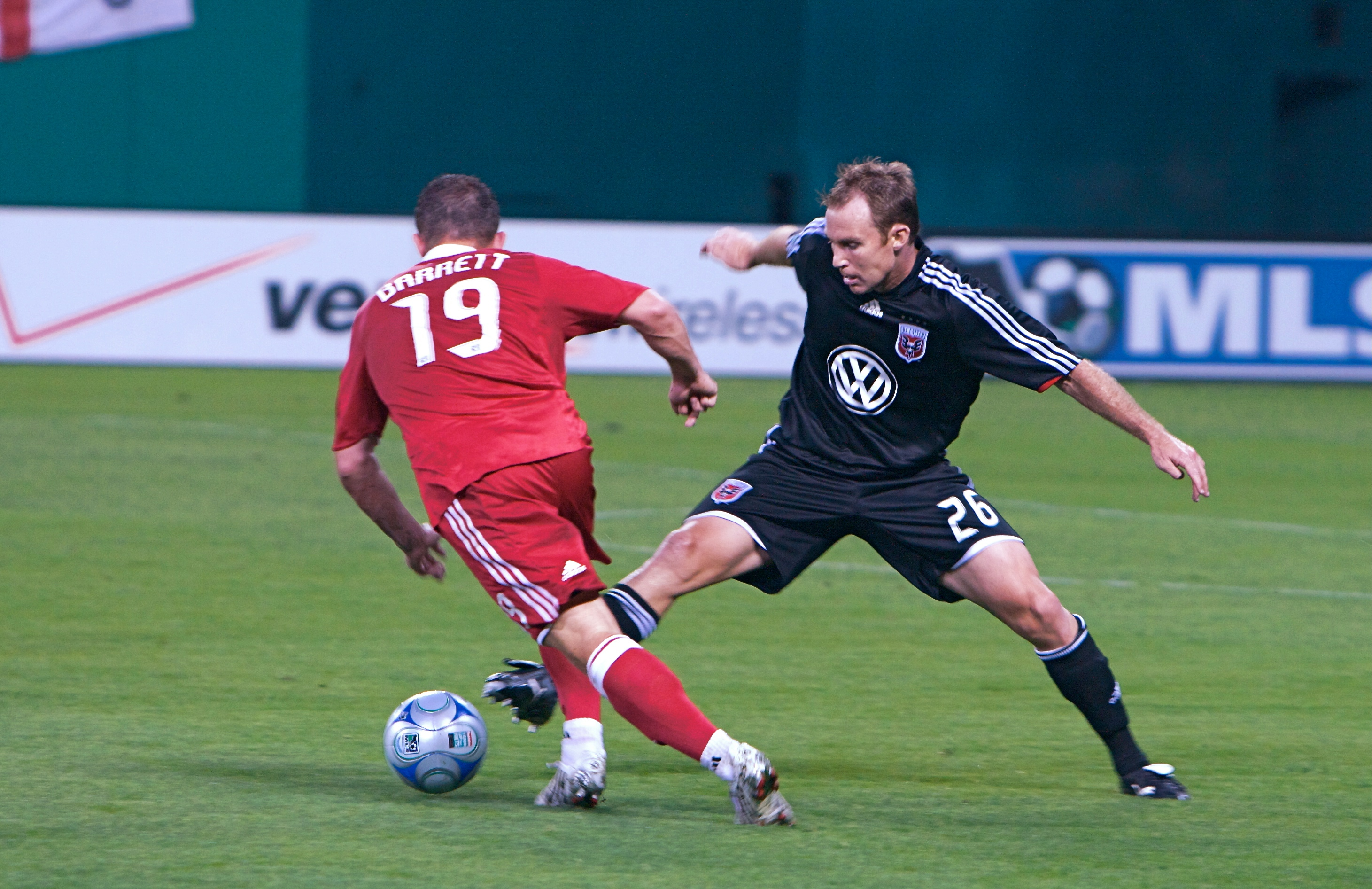
Хайме Морено намагається відібрати м'яч у суперника

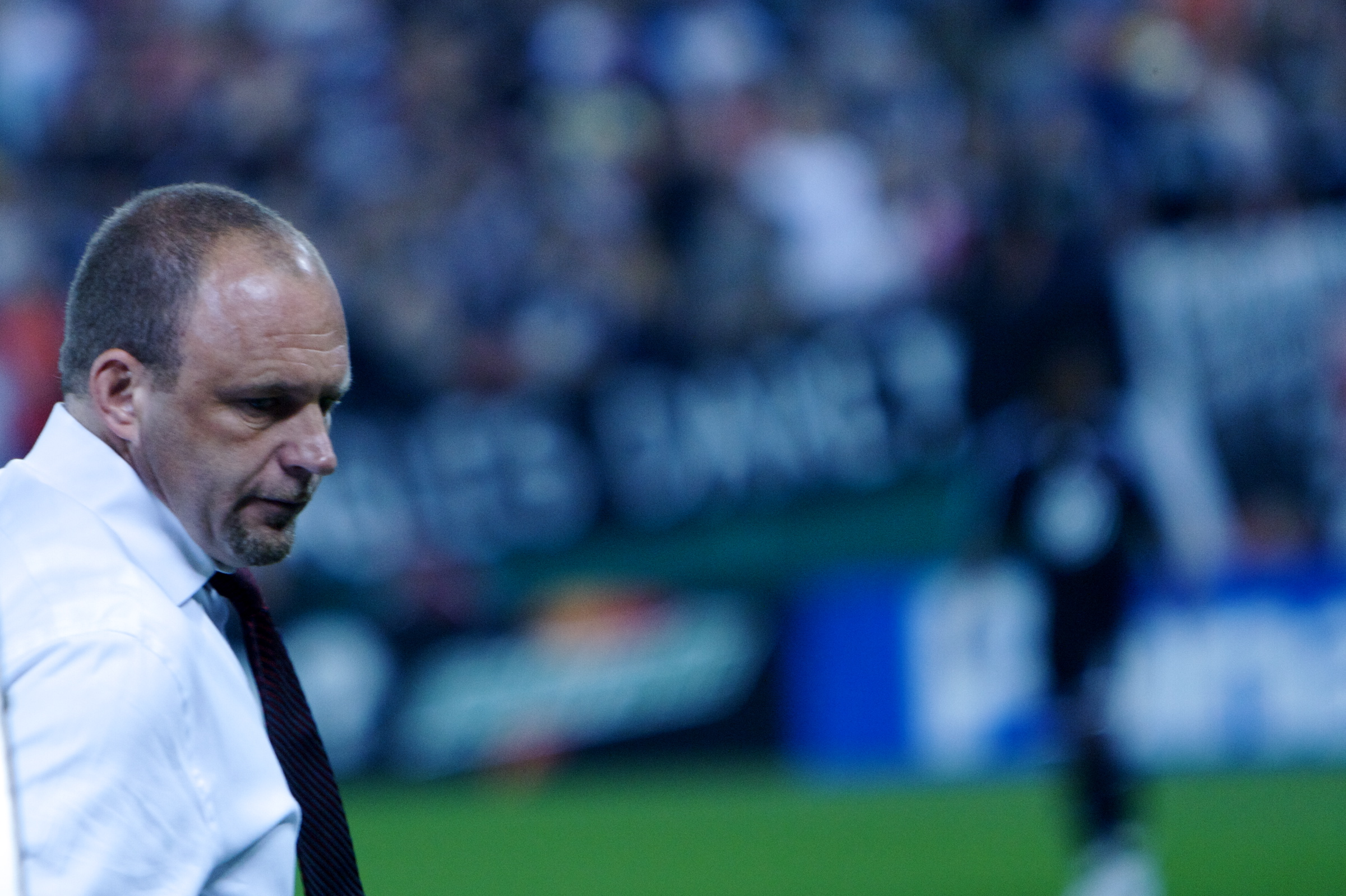
Том Соен (2008 рік)

Для вболівальників та столичних ЗМІ 2008 рік був відзначений загальнокомандним спадом, це означало кінець «другого золотого віку» клубу. Підставою для такого твердження стала нездатність «Юнайтед» захистити Supporters' Shield. Крім того, клуб не зміг кваліфікуватися до плей-оф вперше з 2002 року, посівши шосте місце в Східній конференції та 10-те в загальному заліку. Через погані результати команда зайняла найбільш низьке місце в турнірній таблиці за останні п'ять років.
Непереконливий виступ в лізі отримав своє відображення й на виступах клубу в континентальних турнірах. Як володар Supporters' Shield «Юнайтед» отримав право на участь у першому етапі Ліги чемпіонів КОНКАКАФ. КОНКАКАФ змінила назву турніру та регламент, взявши за приклад Лігу чемпіонів УЄФА. У Лізі чемпіонів невдачі «Юнайтед» продовжилися, клуб програв усі матчі групового етапу, за винятком однієї гри з «Сапріссою» з Коста-Рики, яка завершилася внічию. «Юнайтед» посів останнє місце в групі С.
Незважаючи на дуже невдалі виступи в MLS та змаганнях під егідою КОНКАКАФ, «Юнайтед» досяг успіху в Відкритому кубку США. Під час кампанії 2008 року «Юнайтед» виграв свій перший в історії Відкритий кубок, перемігши «Чарльстон Беттері» з рахунком 2:1. Посівши перше місце в регулярному сезоні, «Юнайтед» вступив у боротьбу за трофей з третього раунду. Клуб почав з перемоги над «Рочестер Райнос» з USL та над «Чикаго Файр» з MLS в третьому раунді та чвертьфіналі відповідно. У півфіналі «Юнайтед» виграв у додатковий час у «Нью-Інгленд Революшн». У фіналі «Юнайтед» переміг «Чарльстон Беттері» з Другого дивізіону USL, завдяки чому виграв Відкритий кубок вдруге в своїй історії.
У сезоні 2009 року клуб грав краще, це дозволило йому вийти до плей-оф завдяки досить високій позиції в регулярному сезоні MLS. Крім того, «Юнайтед» пройшов через кваліфікацію Відкритого кубку США і вийшов до фінальної частини цього турніру. Після проходження всіх стадій турніру «Юнайтед» досяг фіналу Відкритого кубка США вдруге поспіль і в четвертий раз протягом власної історії. Суперниками були «Сіетл Саундерс», організація матчу зазнала гострої критики через визначення місця проведення, фінал відбувся на Стадіоні РФК. Матч закінчився з рахунком 2:1 на користь «Саундерс». За команду з Сіетла забили Фреді Монтеро та Роджер Левеск, в той час як «Юнайтед» зусиллями Клайда Сіммса відзначився лише голом престижу. В середині другого тайму на поле почалися заворушення через те, що воротар «Юнайтед», Джош Вікс, навмисно наступив на руку Монтеро після того, як той відкрив рахунок на 67-й хвилині. Через дві хвилини, Вікс був видалений з поля, в результаті чого «Юнайтед» провів вимушену заміну: замість Крістіана Гомеса вийшов резервний воротар, Мілош Коцич. Після матчу Федерація футболу США дискваліфікувала Вікса на п'ять матчів Відкритого кубка.
Здобувши перемогу у Відкритому кубку США 2008 року, «Юнайтед» вийшов до Ліги чемпіонів КОНКАКАФ. Команда краще зіграла в своїй другій кампанії Ліги чемпіонів, вигравши три матчі при одній нічиїй і двох поразках. Однак, незважаючи на ці перемоги, «Юнайтед» зайняв третє місце в групі і не пройшов до чвертьфіналу. До початку Ліги чемпіонів КОНКАКАФ 2011/12 «Юнайтед» мав найвищу кількість очок в груповому етапі серед команд, які не пройшли до плей-оф.

#### 2010: Останнє місце в чемпіонаті
Після невдалих спроб клубу вийти до плей-оф Кубку MLS протягом двох сезонів поспіль Том Соен подав у відставку з посади головного тренера. Соен став спортивним директором клубу «Ванкувер Уайткепс» (тоді цей клуб ще не входив до MLS). «Ді Сі Юнайтед» найняв колишнього головного тренера «Канзас-Сіті Уізардз», Курта Ональфо, щоб замінити Соена. Ональфо, який грав за «Юнайтед» в 1990-их роках, став першим колишнім гравцем клубу, найнятим як головного тренера. Бен Ольсен, який завершив кар'єру гравця в 2009 році, був найнятий як помічник для Ональфо, Стів Семпсон, який був помічником Соена, також залишився в тренерському штабі.
Перебування біля керма команди Ональфо було коротким та невдалим. Сезон 2010 року відзначився найгіршим результатом в регулярному сезоні в історії команди. Команді вдалося виграти лише шість матчів сезону з 30 можливих, при цьому було програно 20 матчів. «Юнайтед» забив лише 21 м'яч, найнижчий показник в історії регулярного сезону MLS. Середня відвідуваність матчів «Юнайтед» впала до 14500 чоловік за матч. Ональфо був звільнений ще до кінця сезону, 4 серпня 2010 року, виконуючим обов'язки тренера команди був призначений Бен Ольсен. З Ольсеном протягом останніх 10 матчів регулярного сезону команда виграла три, шість зіграла внічию.
Незважаючи на погані результати в сезоні, клуб домігся відносного успіху в Відкритому кубку США 2010, в якому дійшов до півфіналу та поступився майбутньому віце-чемпіону, «Коламбус Крю».

### Новітня історія

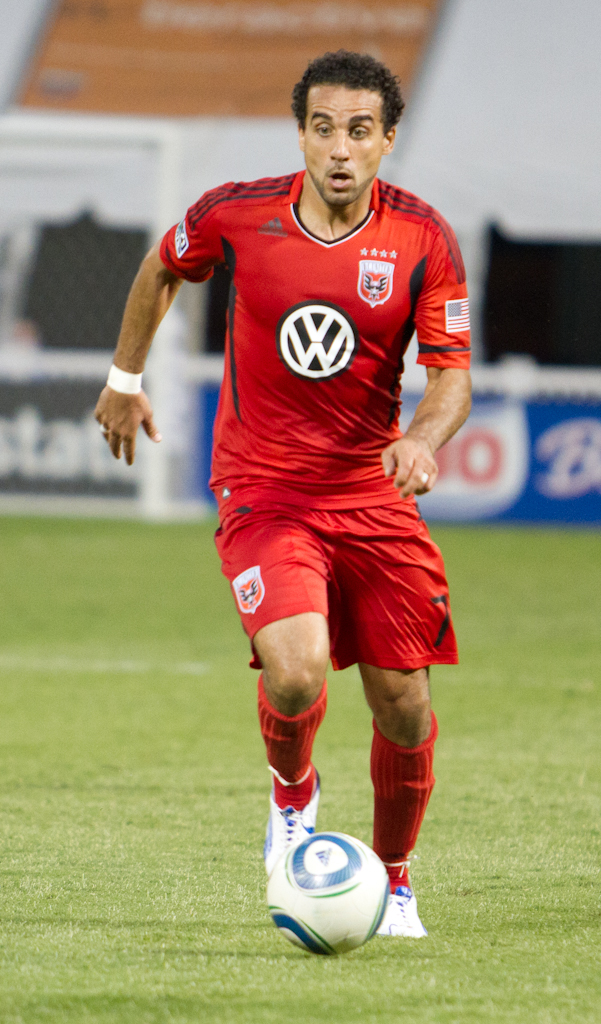
Двейн Де Розаріо — один з лідерів команди за кількістю забитих м'ячів

Після невдалого сезону 2010 року керівництво «Ді Сі Юнайтед» вирішило оновити склад та персонал клубу. Бен Олсен підписав з клубом трирічний контракт на постійній основі, статус вільного агента отримали такі гравці, як Хуан Мануель Пеньа та Хайме Морено, обидва з яких в результаті завершили кар'єру. Клуб здійснив три гучних трансфери в міжсезоння, купивши форварда «Спортинг Канзас-Сіті», Джоша Вольфа, та нападника «Х'юстон Динамо», Джозефа Нгвенью, а потім в лютому 2011 року після тривалих торгів був орендований нападник збірної США, Чарлі Девіс, контракт гравця належав французькому клубу Ліги 1, «Сошо».

#### 2012: «Ді Сі Юнайтед» повертається до плей-оф
Влітку 2012 року Ерік Тохір і Джейсон Левін, міноритарні партнери по акціях клубу НБА «Філадельфія Севенті-Сіксерс», приєдналися до групи власників «Ді Сі Юнайтед», «William Chang's». У їх плани входило спонсорування «Юнайтед», а також головна мета - придбання для команди нового футбольного стадіону.
21 жовтня 2012 року «Ді Сі Юнайтед» переміг «Коламбус Крю» на Стадіоні РФК з рахунком 3:2 і повернувся до плей-оф Кубку MLS вперше за п'ять років. «Юнайтед» виявився сильнішим за «Нью-Йорк Ред Буллз» в півфіналі конференції та пройшов до фіналу Східної конференції, де був обіграний «Х'юстон Динамо» з рахунком 4:2 за сумою двох матчів.
Матч півфіналу конференції проти «Ред Буллз» був перенесений через ураган Сенді. Шторм завдав великих збитків Нью-Йорку, через що було неможливо почати серію з двох ігор в Нью-Йорку відповідно до графіка. MLS за згодою «Юнайтед» змінила порядок домашніх та виїзних матчів. Перша гра відбулася у Вашингтоні, і, таким чином, перевага «Юнайтед», вищої сіяної команди, як приймаючої сторони в другому вирішальному матчі було втрачено. У ніч перед другим перенесеним матчем в Нью-Йорку почався снігопад, і після неефективного прибирання снігу матч був відкладений. Гра, нарешті, відбулася в наступної ночі, Нік Делеон замкнув передачу від Роббі Рассела та приніс перемогу «Ді Сі Юнайтед».
27 листопада стало відомо, що президент «Юнайтед» Кевін Пейн покине клуб, який заснував, для того, щоб стати президентом «Торонто».
З липня 2022 року головним тренером клубу є колишній британський футболіст Вейн Руні.

## Кольори та символіка
Кольори команди і оригінальний логотип поряд з символікою інших десяти перших команд MLS були продемонстровані 17 жовтня 1995 року під час презентації в Нью-Йорку. Чорний і білий стали основними кольорами «Ді Сі Юнайтед», хоча прізвисько команди звучить як «Чорно-червоні». Червоний колір використовується в домашній формі, в той час як білий є основним кольором виїзного комплекту. Три смуги уздовж плечей: білі - вдома, чорні - на виїзді (спочатку на передній частині футболки), на помилкову думку, представляють три юрисдикції Вашингтонської агломерації: Вашингтон, округ Колумбія, штат Вірджинія та Меріленд; насправді це своєрідна мітка виробника форми, «Adidas». На футболці розташований логотип спонсора команди, яким є німецька автомобільна компанія «Volkswagen». У 2011 році команда представила переважно червоний третій комплект з чорними вкрапленнями, який вона використовує в середньому мінімум чотири рази на сезон. Команда також раніше використовувала білу виїзну форму з червоними смугами. Білий та червоний кольори символізують прапор округу Колумбії, смуги в свою чергу подібні до тих, які використовуються на прапорі. Воротарі зазвичай носять червону або зелену кольорову футболку.

Емблема клубу до кінця сезону 2015

Оригінальна емблема команди була створена в 1996 році. Вона складалася з назви команди, «Ді Сі Юнайтед», розташованим над чорним білоголовим орланом на червоному тлі. Його голова дивиться вправо, він стискає в пазурах три футбольні м'ячі, накладених на три білі зірки. Саме три зірки з м'ячами й символізують юрисдикцію трьох регіонів. Орел - національний птах Сполучених Штатів - символізує багато якостей команди, в тому числі швидкість і потужність. Цей оригінальний логотип був перероблений перед сезоном 1998 року. На нинішній емблемі орел вже дивиться вліво, з-під нього були прибрані три зірки, метафора була збережена трьома піднятими пір'ями на крилах. По центру тіла орла розташована золотиста зірка та футбольний м'яч, який символізує перемогу команди в першому Кубку МЛС 1996 року. Логотип також може бути прикрашений у верхній частині чотирма золотими зірками, які символізують перемоги в Кубках MLS.
11 грудня 2015 року «Ді Сі Юнайтед» представив свій оновлений логотип. Це стало лише другою зміною емблеми за двадцятирічну історію клубу. Елементи «зірки та смуги» запозичені з прапору міста Вашингтон, які в свою чергу походять від родового гербу президента Джорджа Вашингтона датованого 1559 роком.

### Форма
- Домашня

| 1996–2001 | 2002–2003 | 2004–2005 | 2006–2007 | 2008–2009 | 2010–2011 | 2012-2013 |  |

- Виїзна

| 1996–1997 | 1998–1999 | 2000–2002 | 2003–2004 | 2005 | 2006–2007 | 2008–2009 | 2010–2011 | 2012-2013 |  |

- Запасна

| 1997–1998 | 1999–2001 | 2003 | 2007 | 2011–2012 |  |

## Стадіон

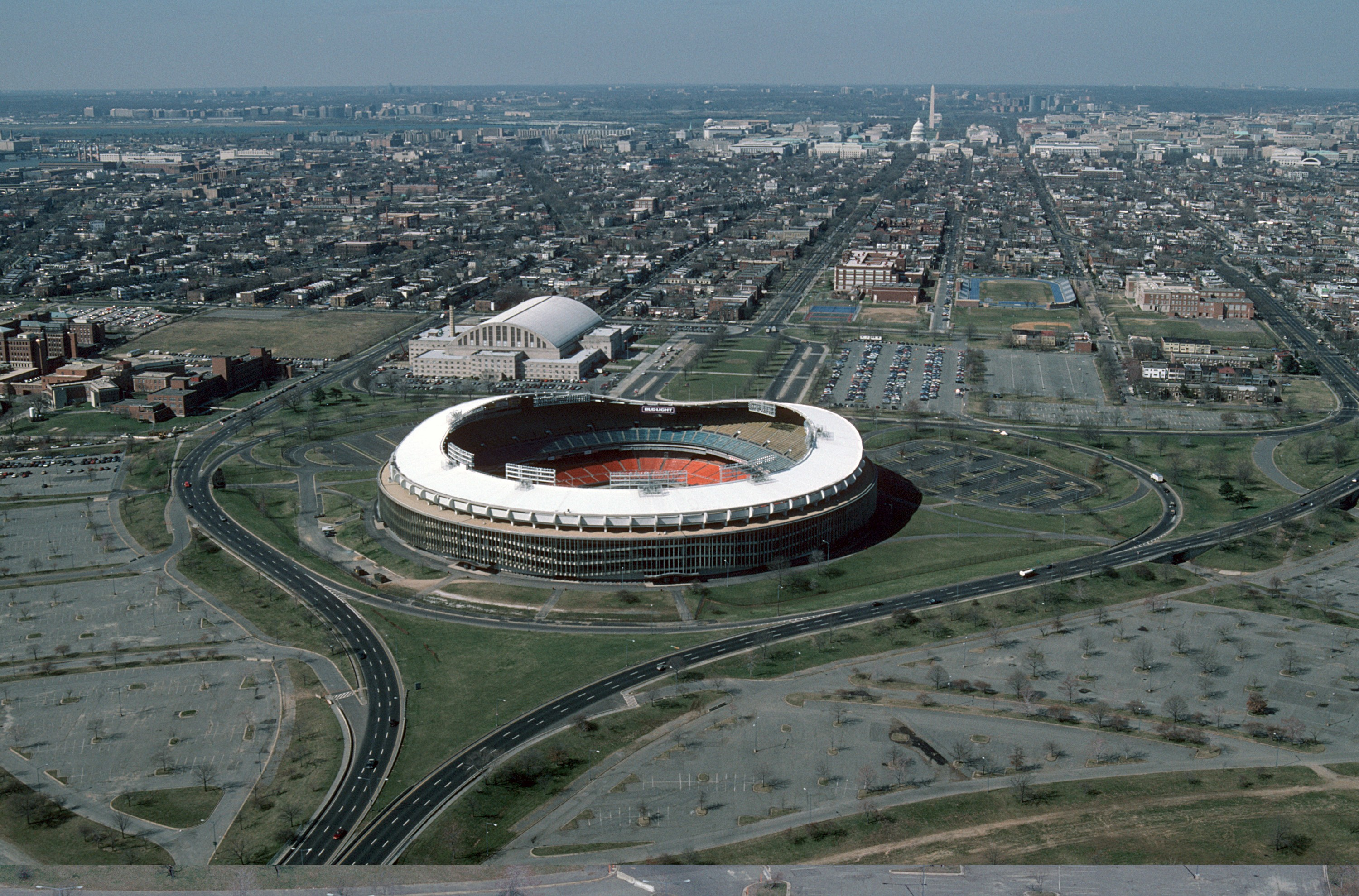
Стадіон РФК (1988 рік)

Роберт Ф. Кеннеді Меморіел Стедіум є домашнім стадіоном «Ді Сі Юнайтед» з моменту заснування клубу в 1996 році. РФК був побудований в 1961 році для ігор в бейсбол і американський футбол. До 1996 року він періодично приймав футбольні матчі, в тому числі Соккер Боул 1980, Суперкубок Італії з футболу 1993 та п'ять матчів чемпіонату світу 1994. Коли бейсбольна команда «Вашингтон Нешналс» ділила поле з «Ді Сі Юнайтед» з 2005 по 2007 рік, було багато критики з приводу проблем з ігровою поверхнею і навіть розмірами поля. Тренувальний комплекс «Ді Сі Юнайтед» розташований на північ від стадіону, там також грає резервна команда.
Кілька регіональних університетських стадіонів були використані командою для матчів Відкритого кубку США, в тому числі стадіон «Клекнер» в Шарлотсвіллі, Віргінія - в сезоні 1996 року та стадіон Джорджа Мейсона в Фейрфакс, Віргінія - в сезоні 2010 року. Крім того, команда також використовує стадіон «Меріленд СоккерПлекс», Джермантаун, Меріленд, з моменту його відкриття в 2001 році для матчів перших раундів Відкритого кубку США та Ліги чемпіонів КОНКАКАФ. Виставкові гри також проводилися на сусідньому стадіоні «Федекс-філд», Лендовер, Меріленд.
У липні 2006 року «Ді Сі Юнайтед» запропонував побудувати новий стадіон на березі річки Анакостія в рамках плану реконструкції парку Анакостія. Однак суперечки з міськими чиновниками щодо пропозиції змусили команду розглянути інші варіанти. У лютому 2009 року команда оголосила про планування нового стадіону в сусідньому окрузі Принс-Джорджес, штат Меріленд, недалеко від «FedEx Філд». В ході планування стадіону «Ді Сі Юнайтед» виникла схожа проблема, коли Рада округу вирішив відправити лист Генеральної Асамблеї Меріленда з проханням відхилити план. Побоювання, що відсутність нового стадіону може привести до переїзду команди, викликали протести 9 травня 2009 року.
У жовтні 2009 року «The Baltimore Sun» повідомила, що мер Балтімора, Шейла Діксон попросила Адміністрацію стадіонів Меріленд вивчити можливість будівництва 17000-20000-місцевого футбольного стадіону, який зможе слугувати постійною домашньою ареною «Ді Сі Юнайтед», а також приймати концерти, гри в лакросс й інші заходи. Метою цього було залучення «Ді Сі Юнайтед» в Балтімор. Пропонований спортивний комплекс, відповідно до листа Діксон, буде частиною «зеленого багатофункціонального проекту» з доступом до магістралей легкорейкового транспорту. Потенційне місце для стадіону становить площу приблизно в 170000 м2, за проектом «Westport Waterfront». Техніко-економічне обґрунтування було замовлено Адміністрацією стадіонів Меріленда, як і очікувалося, воно було складене в грудні 2010 року. Пізніше надійшли два варіанти побудови стадіону у Вашингтоні: на Баззард Пойнт або в рамках реконструкції «Кепітал Сіті Маркет».
25 липня 2013 року було підписано попередню угоду, за якою 20000-25000-місцевий стадіон вартістю $ 300 млн буде побудований на Баззард Пойнт.

## Клубна культура

### Уболівальники й талісман

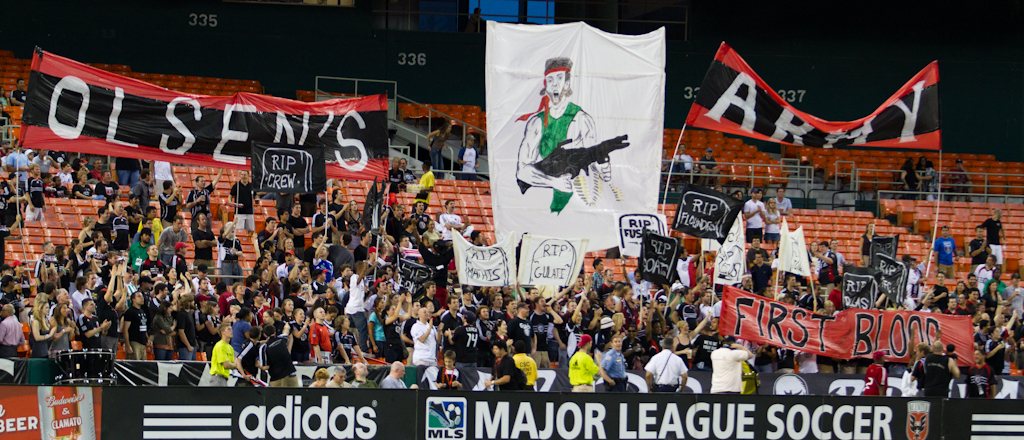
Банери фанатів «Юнайтед» на матчі з «Далласом»

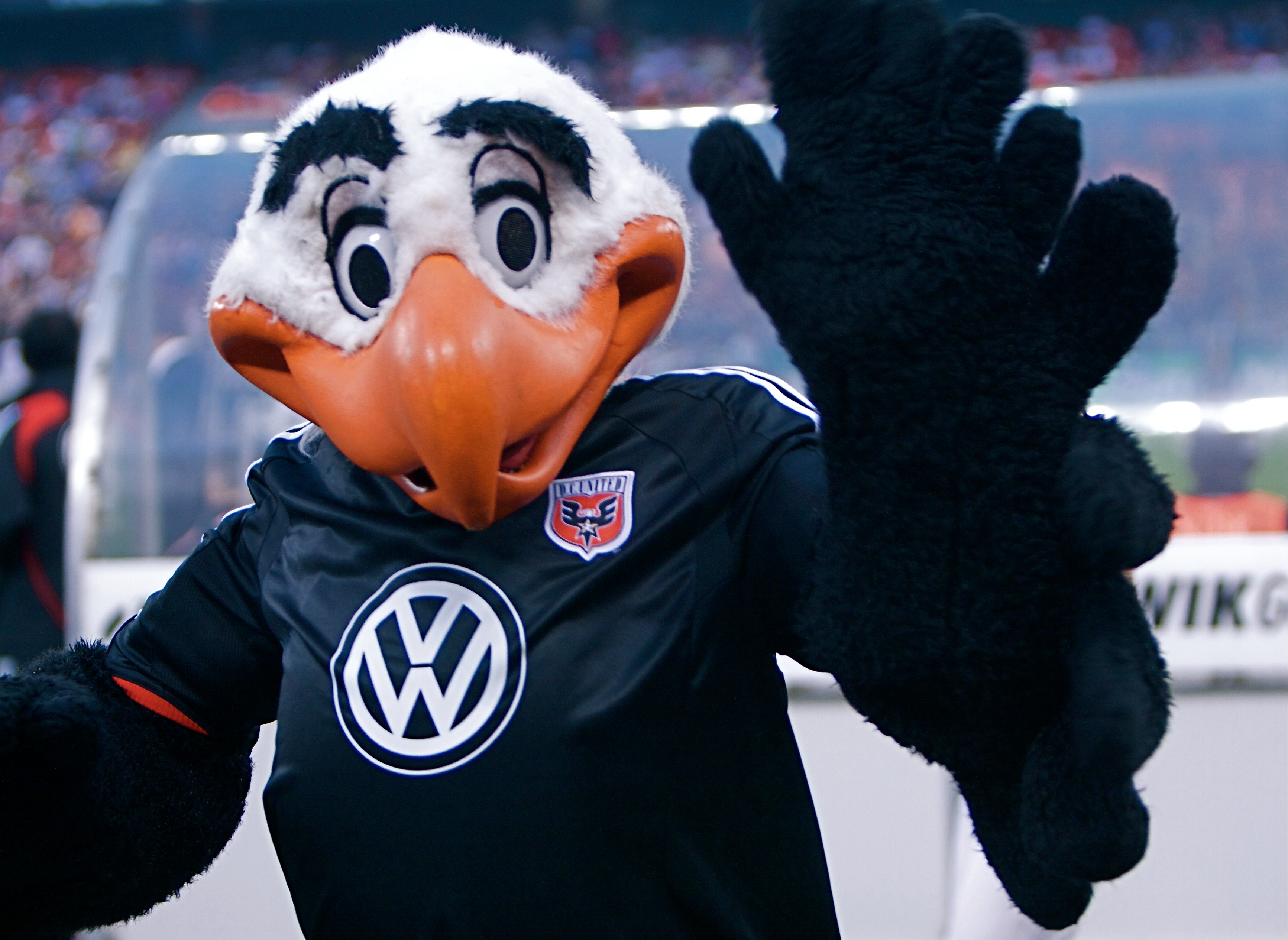
Талон - талісман клубу

У «Ді Сі Юнайтед» є чотири основні групи уболівальників: «La Barra Brava» (укр. Хоробрі Фанати), «Screaming Eagles» (укр. Галасливі Орли), «La Norte» та «District Ultras». Кожна група займає певну частину домашнього стадіону. «La Barra Brava» була заснована в 1995 році у Вашингтоні фанатами-вихідцями з Латинської Америки, в основному болівійськими іммігрантами, які підтримували таких гравців «Юнайтед», як Марко Етчеверрі та Хайме Морено. Вони прагнуть привнести південноамериканський колорит домашнім іграм. Всі чотири фанатських угрупування на домашні матчі заходять через задній вхід, також вони відомі своїм співом під час матчів. «La Norte», яка взяла назву від свого місця розташування на північній стороні стадіону, відома своїми вимпелами, великим барабаном та переслідуванням уболівальників суперників.
Талісманом «Ді Сі Юнайтед» — Талон, антропоморфний білоголовий орлан.

### Суперництва
Найпершим принциповим суперником «Ді Сі Юнайтед» є «Нью-Йорк Ред Буллз». Дві команди щорічно змагаються в рамках Атлантичного кубка MLS, турнір проходить між двома клубами. Кубок присуджується команді, яка отримує найбільшу кількість очок в очних зустрічах протягом усього сезону. Також зростає роль суперництва з «Філадельфією Юніон», так як дві команди представляють міста, які розділяють лише 190 км. «Ді Сі Юнайтед» також вирізняється з-поміж команд MLS унікальним суперництвом з «Чарльстон Беттері» з USL, вони змагаються щороку в рамках Кубку кавника, турніру, заснованого вболівальниками двох команд.

## Власники

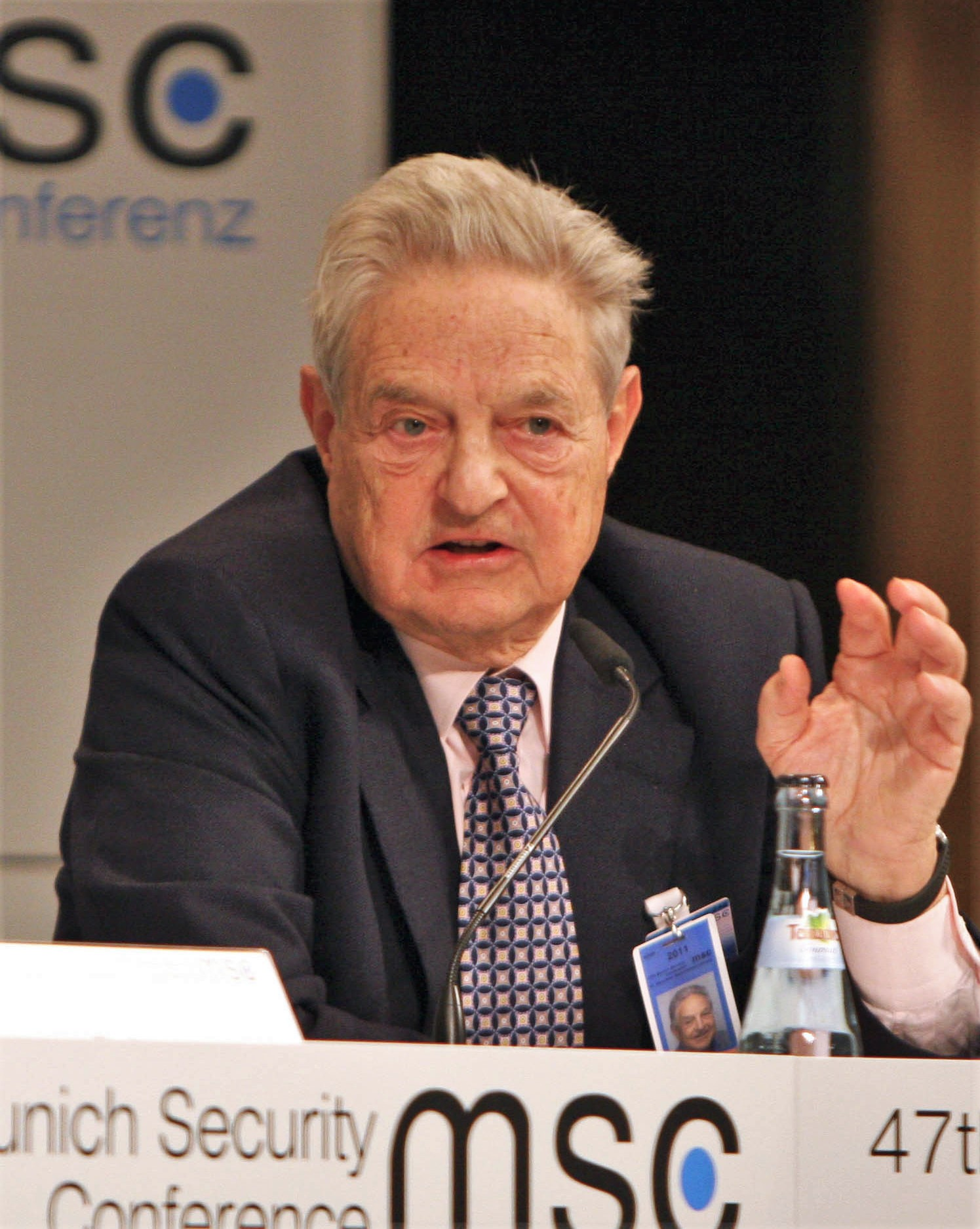
Джордж Сорос - директор групи, яка володіла правами на «Ді Сі Юнайтед»

Інвестор-мільярдер Джордж Сорос був основним фінансовим спонсором і директором «Washington Soccer L.P.», групи, яка володіла правами на клуб «Ді Сі Юнайтед» з моменту заснування ліги в 1995 році. Кевін Пейн, колишній президент «Soccer USA Partners» і нинішній генеральний директор «Ді Сі Юнайтед», зіграв важливу роль в організації групи власників. До 1998 року група шукала нових інвесторів, а 15 лютого 2001 року він погодився продати команду «Anschutz Entertainment Group» (AEG), засновану колорадським мільярдером Філіпом Аншуцом, AEG став єдиним інвестором команди 8 січня 2002 року. AEG, яка також володіє такими клубами MLS, як «Лос-Анджелес Гелаксі» і «Х'юстон Динамо», інвестувала в команду до 2007 року. У травні 2007 року «Юнайтед» вступив в початкове річне стратегічне партнерство з бразильським клубом «Атлетіку Мінейру». Метою партнерства є підвищення спортивного та комерційного успіху, створення нових можливостей для відповідних клубів шляхом обміну досвідом та інформацією.
8 січня 2007 роки права на «Ді Сі Юнайтед» були продані «DC United Holdings», новоствореної групи підприємств, яка включала девелопера Віктора Макфарлейна, засновника «MacFarlane Partners»; і Вільяма Чанга, голови «Westlake InternationalGroup». Серед інших інвесторів президент «Ді Сі Юнайтед» Кевін Пейн і «Blue Devil Development» на чолі з колишніми баскетболістами «Дюк Блю Девілс» Браяном Девісом та Крістіаном Леттнер. У квітні 2009 року після провалу двох пропозицій зі стадіонів Віктор Макфарлейн продав свою частку акцій команди партнеру, Вільяму Чангу. У жовтні 2009 року Чанг також викупив акції Девіса і Леттнера й тепер повністю контролює команду. Чанг також є одним з основних інвесторів клубу Головної ліги бейсболу «Сан-Франциско Джаєнтс». У липні 2012 року Ерік Тохір і Джейсон Левін, міноритарні партнери по акціях клубу НБА «Філадельфія Севенті Сікстерс», приєдналися до групи власників клубу «William Chang's». Левін і Тохір заявили, що їх основною метою є створення глобального бренду «Юнайтед» і надання клубу футбольного стадіону.

## Спонсори
| Сезон     | Форма  | Спонсор     | Посилання |
| --------- | ------ | ----------- | --------- |
| 1996-2001 | Adidas | MasterCard  | [ 92 ]    |
| 2002-2004 | Adidas | —           | [ 92 ]    |
| 2005-2007 | Adidas | Sierra Mist | [ 92 ]    |
| 2008—2013 | Adidas | Volkswagen  | [ 21 ]    |
| 2014—     | Adidas | Leidos      | [ 93 ]    |

З 24 лютого 2014 року титульним спонсором клубу є Leidos, навчально-дослідницька компанія оборонного комплексу, один з основних підрядників Міністерства оборони США. «Volkswagen Group of America», американська філія концерну «Volkswagen», був основним спонсором «Ді Сі Юнайтед» з сезону 2008 по 2013 року. Логотип автомобільної компанії був зображений на передній частині форми команди. «Volkswagen» погодився виплатити понад $ 14 млн протягом п'яти років, починаючи з 6 травня 2008 року. Це  була друга найдорожча угода в історії MLS. В рамках спонсорства «Volkswagen» надавав безкоштовну парковку першим 50 автомобілям «Volkswagen» на кожній домашній грі «Ді Сі Юнайтед». Інші спонсори: «Adidas», GEICO, «Verizon Wireless» та «Papa John's Pizza».

## ЗМІ
«Comcast SportsNet Mid-Atlantic» веде телетрансляцію матчів «Ді Сі Юнайтед» у Вашингтоні з 1996 року, в даний час контракт дійсний до 2016 року. За умовами останнього контракту, підписаного під час сезону 2013 року, CSN зобов'язаний показати 16 матчів за сезон, але може ухвалити рішення показати й більше. Спортивний журналіст Дейв Джонсон та колишній гравець «Юнайтед» Джон Харкс коментують матчі команди. Як експерти також запрошувалися Томас Ронген, Гордон Бредлі, Клінт Пії та Гарт Лагервей.
Деякі матчі транслювалися на національних каналах ESPN2, «NBC Sports Network» та на іспаномовному «Galavision».
Абсолютно всі матчі транслюються по радіо на WILC іспанською мовою, а також в Інтернеті. Оскар Бургос коментує матчі на радіо, в той час як Джоел Навас та Мілтон Рендерос аналізують матчі «Юнайтед».

## Склад команди
Станом на 1 листопада 2016 року. джерело: Список гравців на офіційному сайті клубу [Архівовано 21 листопада 2016 у Wayback Machine.]

| №  | Поз. | Нац.       | Гравець                                        |
| -- | ---- | ---------- | ---------------------------------------------- |
| 2  | ЗХ   | США        | Тейлор Кемп                                    |
| 4  | ЗХ   | Фінляндія  | Матті Пелтола                                  |
| 5  | ЗХ   | США        | Шон Франклін                                   |
| 6  | ЗХ   | Гана       | Кофі Опаре                                     |
| 7  | НП   | Бразилія   | Жуан Пеглоу                                    |
| 8  | ПЗ   | Гана       | Ллойд Сем                                      |
| 9  | НП   | Коста-Рика | Альваро Саборіо                                |
| 11 | ПЗ   | Аргентина  | Лусіано Акоста в оренді в клубі «Бока Хуніорс» |
| 12 | НП   | Гана       | Патрік Ньярко                                  |
| 13 | ПЗ   | США        | Ламар Нігл                                     |
| 14 | ПЗ   | США        | Нік ДеЛеон                                     |
| 15 | ЗХ   | Австралія  | Кай Роулз                                      |
| 16 | НП   | США        | Патрік Маллінс                                 |
| 17 | НП   | Мексика    | Мігель Агілар                                  |
| 18 | НП   | США        | Кріс Рольф                                     |
| 20 | НП   | Бельгія    | Крістіан Бентеке                               |

| №  | Поз. | Нац.         | Гравець             |
| -- | ---- | ------------ | ------------------- |
| 21 | ПЗ   | США          | Кріс Деркін         |
| 22 | ЗХ   | США          | Кріс Корб           |
| 23 | ПЗ   | США          | Брендон Серванія    |
| 25 | ПЗ   | США          | Джаред Джеффрі      |
| 26 | ПЗ   | Англія       | Роб Вінсент         |
| 27 | ПЗ   | США          | Коллін Мартін       |
| 28 | ЗХ   | Австрія      | Давід Шнегг         |
| 30 | ВР   | США          | Чарлі Хортон        |
| 32 | ЗХ   | США          | Боббі Босуелл       |
| 33 | ПЗ   | Німеччина    | Юліан Бюшер         |
| 34 | ЗХ   | США          | Люк Мішу            |
| 45 | НП   | Сьєрра-Леоне | Альхаджи Камара     |
| 48 | ВР   | США          | Тревіс Ворра        |
| 50 | ВР   | США          | Ендрю Дайкстра      |
| 77 | НП   | Нігерія      | Кеннеді Ігбоананіке |

## Академія та резервісти
Академія «Ді Сі Юнайтед» була створена в 2005 році, для того щоб забезпечити місцеві таланти можливістю отримати професійну підготовку. Академія включає кілька молодіжних команд, починаючи від гравців у віці до 23 років і закінчуючи дитячими командами від 11 до 12 років. Старші вікові групи грають на четвертому рівні ліг США, в Прем'єр-Лізі розвитку USL, і на п'ятому рівні - в Лізі USL Супер-20. Команди до 18 і 17 років беруть участь в Лізі Академій США, яка складається з найелітніших молодіжних академій країни. В даний час «Ді Сі Юнайтед» U-18 і U-17 грають в Північно-Східній конференції ліги. Молодші команди змагаються в Супер Y-лізі. Наймолодша частина академії включає гравців у віці від 11 до 13 років. Хоча «Ді Сі Юнайтед» не має команд до 11 і до 13 років, клуб організовує медпункти, табори і тренувальні бази для молодих гравців і пропонує їм скористатися можливістю приєднання до молодшої команди молодіжної академії. Тренувальні бази працюють, як правило, протягом усього року.
З 2005 до 2012 року «Ді Сі Юнайтед» виставляв резервний склад, який грав у Резервному дивізіоні MLS. Резервну команду розформували, коли MLS та USL Pro оголосили про партнерство з розвитку гравців. Фактичним філією «Юнайтед» є «Річмонд Кікерс» з USL Pro.

## Офіційні особи

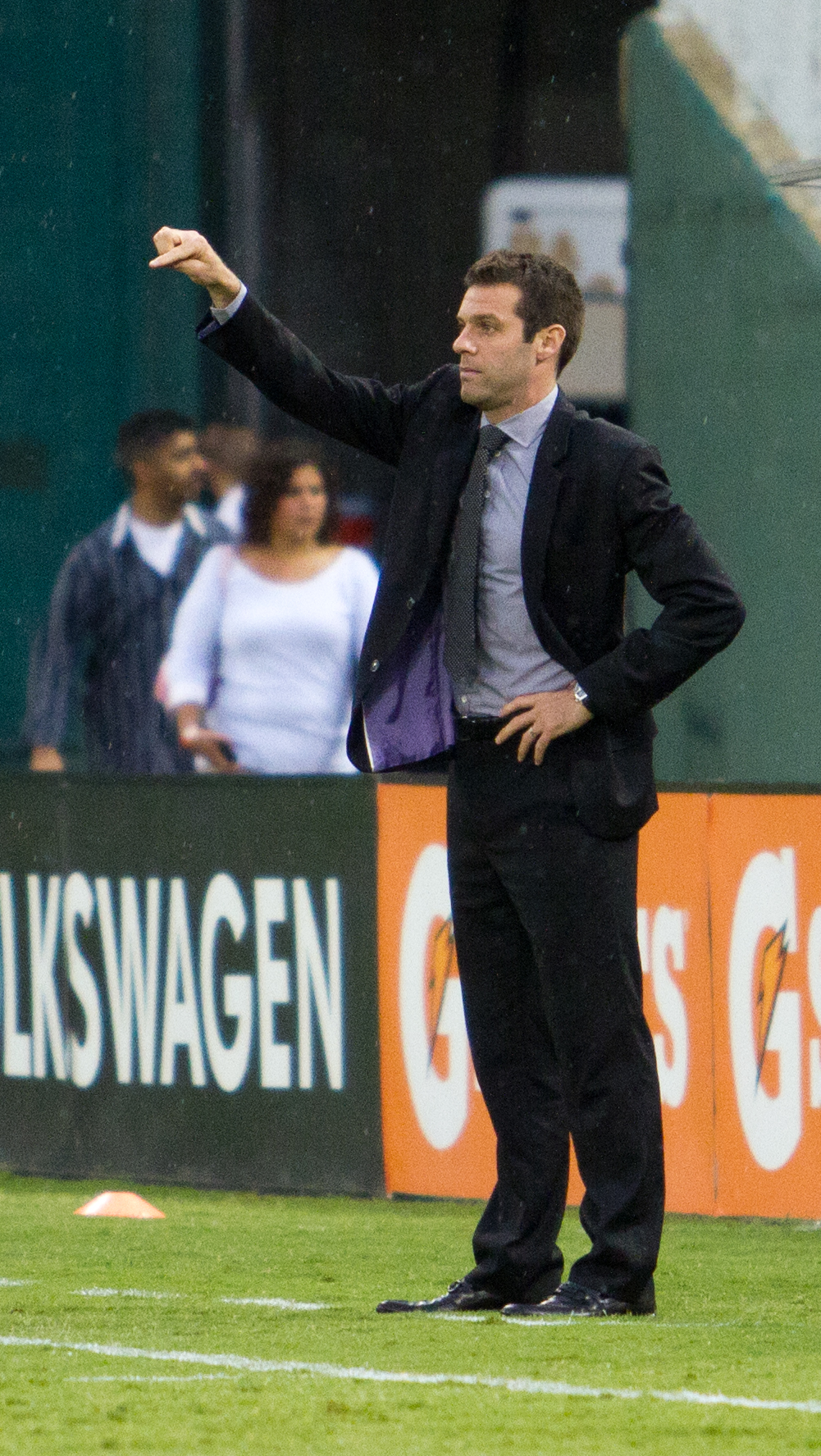
Головний тренер клубу, Бен Ольсен

Станом на 22 квітня 2013 року. Джерело: Головний офіс на офіційному сайті клубу [Архівовано 1 грудня 2016 у Wayback Machine.]
| Головний операційний директор/Фінансовий директор | Майнкл Вільямсон |
| Маркетинговий директор                            | Даг Хік          |
| Вце-президент з розвитку бізнесу та партнерства   | Майк Шенбурн     |
| Генеральний менеджер                              | Дейв Каспер      |

| Головний тренер                    | Бен Ольсен         |
| Асистент тренера                   | Джош Вулф          |
| Асистент тренера                   | Чед Ештон          |
| Асистент тренера                   | Престон Бурло      |
| Адміністратор команди              | Франсиско Тобар    |
| Головний тренер з фіз. підготовки  | Браян Гудстейн     |
| Помічник тренера з фіз. підготовки | Браян Герлах       |
| Тренер з фіз. підготовки           | Адам Родчестейн    |
| Головний лікар                     | Др. Джеймс Гілберт |
| Фізіотерапевт                      | Габріель Маноель   |
| Масажист                           | Сью Баррі          |
| Менеджер з екіперування            | Девід Браузер      |
| Помічник менедера з екіперування   | Ден Демінг         |
| Координатор командних операцій     | Ажар Закі          |

### Відомі тренери
- Брюс Арена (1996—1998)
- Томас Ронген (1999—2001)
- Рей Хадсон (2002—2003)
- Петр Новак (2004—2006)
- Том Соен (2006—2009)
- Курт Ональфо (2010)
- Бен Ольсен (2010—)

## Досягнення
На внутрішній арені
- Кубок MLS
  -  Володар (4): 1996, 1997, 1999, 2004
- MLS Supporters' Shield
  -  Володар (4): 1997, 1999, 2006, 2007
- Відкритий кубок США
  -  Володар (3): 1996, 2008, 2013

На міжнародній арені
- Кубок чемпіонів КОНКАКАФ
  -  Володар (1): 1998
- Міжамериканський кубок
  -  Володар (1): 1998

Інші турніри
- Атлантичний кубок
  -  Володар (8): 2002, 2004, 2005, 2006, 2007, 2008, 2009, 2012
- Кубок виклику Кароліни
  -  Володар (3): 2010, 2011, 2012

## Статистика виступів
| Перемога | Фіна (2-ге місце) | 3-тє місце | Дерев'яна ложка* |

* Символізує останнє місце за підсумками регулярного сезону.
| Рік  | MLS Регулярний сезон | MLS Регулярний сезон | MLS Регулярний сезон | MLS Регулярний сезон | MLS Регулярний сезон | MLS Регулярний сезон | MLS Регулярний сезон | MLS Регулярний сезон | Місце | Місце    | Кубок MLS                           | Відкритий кубок США | Континентальні турніри              | Континентальні турніри | Найкращий бомбардир                      | Голів |
| Рік  | Ліга                 | Матчі                | В                    | Н                    | П                    | ЗМ                   | ПМ                   | О                    | Конф. | Підсумок | Кубок MLS                           | Відкритий кубок США | Континентальні турніри              | Континентальні турніри | Найкращий бомбардир                      | Голів |
| ---- | -------------------- | -------------------- | -------------------- | -------------------- | -------------------- | -------------------- | -------------------- | -------------------- | ----- | -------- | ----------------------------------- | ------------------- | ----------------------------------- | ---------------------- | ---------------------------------------- | ----- |
| 1996 | MLS                  | 32                   | 16                   | 0                    | 16                   | 62                   | 56                   | 46                   | 2     | 3        | Перемога                            | Перемога            |                                     |                        | Рауль Діас Арсе                          | 23    |
| 1997 | MLS                  | 32                   | 21                   | 0                    | 11                   | 70                   | 53                   | 55                   | 1     | 1        | Перемога                            | Фінал               | Кубок чемпіонів КОНКАКАФ 1997       | 1/2 фіналу             | Хайме Морено                             | 16    |
| 1998 | MLS                  | 32                   | 24                   | 0                    | 8                    | 74                   | 48                   | 58                   | 1     | 2        | Фінал                               |                     | Кубок чемпіонів КОНКАКАФ 1998       | Перемога               | Рой Лассітер                             | 18    |
| 1999 | MLS                  | 32                   | 23                   | 0                    | 9                    | 65                   | 43                   | 57                   | 1     | 1        | Перемога                            |                     | Кубок чемпіонів КОНКАКАФ 1999       | 3-тє місце             | Рой Лассітер                             | 18    |
| 2000 | MLS                  | 32                   | 8                    | 6                    | 18                   | 44                   | 63                   | 30                   | 4     | 11       |                                     | 1/4 фіналу          | Кубок чемпіонів КОНКАКАФ 2000       | 4-те місце             | Хайме Морено                             | 12    |
| 2001 | MLS                  | 32                   | 8                    | 18                   | 6                    | 44                   | 63                   | 30                   | 4     | 10       |                                     | 1/2 фіналу          | Кубок Гігантів КОНКАКАФ             | Фінал                  | Абдул Томас Конте                        | 14    |
| 2002 | MLS                  | 28                   | 9                    | 5                    | 14                   | 31                   | 40                   | 32                   | 5     | 10       |                                     |                     | Кубок чемпіонів КОНКАКАФ 2002       | 1-ий раунд             | Аі Кертіс Боббі Конві                    | 5     |
| 2003 | MLS                  | 30                   | 10                   | 9                    | 11                   | 38                   | 36                   | 39                   | 4     | 7        | 1/4 фіналу                          | 1/2 фіналу          |                                     |                        | Дмитро Коваленко Марко Етчеверрі         | 6     |
| 2004 | MLS                  | 32                   | 11                   | 9                    | 10                   | 43                   | 42                   | 42                   | 2     | 4        | Перемога                            | 4-ий раунд          |                                     |                        | Алеко Ескандерян                         | 10    |
| 2005 | MLS                  | 32                   | 16                   | 6                    | 10                   | 58                   | 37                   | 54                   | 2     | 3        | 1/4 фіналу                          | 1/4 фіналу          | Кубок чемпіонів КОНКАКАФ 2005       | 1/2 фіналу             | Хайме Морено                             | 16    |
| 2005 | MLS                  | 32                   | 16                   | 6                    | 10                   | 58                   | 37                   | 54                   | 2     | 3        | 1/4 фіналу                          | 1/4 фіналу          | Південноамериканський кубок 2005    | 1-ий раунд             | Хайме Морено                             | 16    |
| 2006 | MLS                  | 32                   | 15                   | 10                   | 7                    | 52                   | 38                   | 55                   | 1     | 1        | 1/2 фіналу                          | 1/2 фіналу          |                                     |                        | Крістіан Гомес                           | 14    |
| 2007 | MLS                  | 30                   | 16                   | 7                    | 7                    | 56                   | 34                   | 55                   | 1     | 1        | 1/4 фіналу                          | 3-ий раунд          | Кубок чемпіонів КОНКАКАФ 2007       | 1/2 фіналу             | Лусіану Еміліу                           | 20    |
| 2007 | MLS                  | 30                   | 16                   | 7                    | 7                    | 56                   | 34                   | 55                   | 1     | 1        | 1/4 фіналу                          | 3-ий раунд          | Південноамериканський кубок 2007    | 1-ий раунд             | Лусіану Еміліу                           | 20    |
| 2007 | MLS                  | 30                   | 16                   | 7                    | 7                    | 56                   | 34                   | 55                   | 1     | 1        | 1/4 фіналу                          | 3-ий раунд          | Північноамериканська Суперліга 2007 | 1/2 фіналу             | Лусіану Еміліу                           | 20    |
| 2008 | MLS                  | 30                   | 11                   | 4                    | 15                   | 43                   | 51                   | 37                   | 6     | 10       |                                     | Перемога            | Кубок чемпіонів КОНКАКАФ 2008       | 1/2 фіналу             | Лусіану Еміліу                           | 11    |
| 2008 | MLS                  | 30                   | 11                   | 4                    | 15                   | 43                   | 51                   | 37                   | 6     | 10       | Ліга чемпіонів КОНКАКАФ 2008/09     | Перемога            | Груповий раунд                      |                        | Лусіану Еміліу                           | 11    |
| 2008 | MLS                  | 30                   | 11                   | 4                    | 15                   | 43                   | 51                   | 37                   | 6     | 10       | Північноамериканська Суперліга 2008 | Перемога            | Груповий раунд                      |                        | Лусіану Еміліу                           | 11    |
| 2009 | MLS                  | 30                   | 9                    | 13                   | 8                    | 43                   | 44                   | 40                   | 4     | 10       |                                     | Фінал               | Ліга чемпіонів КОНКАКАФ 2009/10     | Груповий раунд         | Лусіану Еміліу                           | 10    |
| 2010 | MLS                  | 30                   | 6                    | 4                    | 20                   | 21                   | 47                   | 22                   | 8     | 16       |                                     | 1/2 фіналу          |                                     |                        | Дані Оллсопп Енді Нахар                  | 5     |
| 2011 | MLS                  | 34                   | 9                    | 12                   | 13                   | 49                   | 52                   | 39                   | 6     | 13       |                                     | 2-ий кв. раунд      |                                     |                        | Двейн де Розаріо                         | 15    |
| 2012 | MLS                  | 34                   | 17                   | 7                    | 10                   | 53                   | 43                   | 58                   | 2     | 3        | 1/2 фіналу                          | 4-ий раунд          |                                     |                        | Кріс Понтіус                             | 12    |
| 2013 | MLS                  | 34                   | 3                    | 7                    | 24                   | 22                   | 59                   | 16                   | 10    | 19       |                                     | Перемога            |                                     |                        | Двейн де Розаріо Луїс Сильва Кайл Портер | 3     |
| 2014 | MLS                  | 33                   | 17                   | 7                    | 9                    | 49                   | 35                   | 58                   | 1     | 3        | 1/4 фіналу                          | 3-ій раунд          | Ліга чемпіонів КОНКАКАФ 2014/15     | 1/4 фіналу             | Фабіан Еспіндола                         | 12    |
| 2015 | MLS                  | 34                   | 15                   | 13                   | 6                    | 43                   | 45                   | 51                   | 4     | 8        | 1/4 фіналу                          | 5-ий раунд          | Ліга чемпіонів КОНКАКАФ 2015/16     | 1/4 фіналу             | Кріс Рольф                               | 10    |
| 2016 | MLS                  | 34                   | 11                   | 13                   | 10                   | 53                   | 47                   | 46                   | 4     | 10       | Попер. раунд                        | 4-ий раунд          |                                     |                        | Ламар Нігл                               | 9     |
| 2017 | MLS                  |                      |                      |                      |                      |                      |                      |                      |       |          |                                     |                     |                                     |                        |                                          |       |

Джерело:
- Статистика MLS згідно з: Litterer, David. Major League Soccer. Rec.Sport.Soccer Statistics Foundation. Архів оригіналу за 4 червня 2011. Процитовано 13 липня 2011.
- Статистика Відкритого Кубку США згідно з: Hikala, Josh. 1995 - present (Pro Era). TheCup.us. Архів оригіналу за 16 серпня 2011. Процитовано 13 липня 2011.
- Статистика турнірів під егідою КОНКАКАФ згідно з: Torres, Steven. CONCACAF Champions Cup and Champions League History (PDF). CONCACAF. Архів оригіналу (PDF) за 16 вересня 2011. Процитовано 13 липня 2011.
- Статистика найкращих бомбардирів згідно з: Statistics. Major League Soccer. Архів оригіналу за 12 жовтня 2012. Процитовано 13 липня 2011.

### Міжнародні турніри
| Сезон   | Змагання                            | Раунд              | Країна            | Клуб                   | 1-ий матч      | 2-ий матч      |
| ------- | ----------------------------------- | ------------------ | ----------------- | ---------------------- | -------------- | -------------- |
| 1997    | Кубок чемпіонів КОНКАКАФ 1997       | 1/4 фіналу         | Тринідад і Тобаго | Юнайтед Петротрін      | 1:0            | —              |
|         |                                     | 1/2 фіналу         | США               | Лос-Анджелес Гелаксі   | 0:1            | —              |
|         |                                     | Матч за 3-тє місце | Мексика           | Гвадалахара            | 2:2            | —              |
| 1998    | Кубок чемпіонів КОНКАКАФ 1998       | 1/4 фіналу         | Тринідад і Тобаго | Джо Паблік             | 8:0            | —              |
|         |                                     | 1/2 фіналу         | Мексика           | Леон                   | 2:0            | —              |
|         |                                     | Фінал              | Мексика           | Толука                 | 1:0            | —              |
|         | Міжамериканський кубок 1998         | Фінал              | Бразилія          | Васко да Гама          | 0:1            | 2:0            |
| 1999    | Кубок чемпіонів КОНКАКАФ 1999       | 1/4 фіналу         | Гондурас          | Олімпія (Тегусигальпа) | 1:0            | —              |
|         |                                     | 1/2 фіналу         | Мексика           | Некакса                | 1:3            | —              |
|         |                                     | Матч за 3-тє місце | США               | Чикаго Файр            | 2:2            | —              |
| 2000    | Кубок чемпіонів КОНКАКАФ 2000       | 1/4 фіналу         | Коста-Рика        | Алахуеленсе            | 2:1            | —              |
|         |                                     | 1/2 фіналу         | США               | Лос-Анджелес Гелаксі   | 1:1 (2:4 пен.) | —              |
|         |                                     | Матч за 3-тє місце | Мексика           | Пачука                 | 1:2            | —              |
| 2001    | Кубок Гігантів КОНКАКАФ             | 1/4 фіналу         | Ямайка            | Арнетт Гарденс         | 2:1            | —              |
|         |                                     | 1/2 фіналу         | Гватемала         | Комунікасьйонес        | 2:1            | —              |
|         |                                     | Фінал              | Мексика           | Клуб Америка           | 0:2            | —              |
| 2002    | Кубок чемпіонів КОНКАКАФ 2002       | 1/8 фіналу         | Гватемала         | Комунікасьйонес        | 2:1            | 0:4            |
| 2005    | Кубок чемпіонів КОНКАКАФ 2005       | 1/4 фіналу         | Ямайка            | Харбор В'ю             | 2:1            | 2:1            |
|         |                                     | 1/2 фіналу         | Мексика           | УНАМ Пумас             | 1:1            | 0:5            |
| 2005    | Південноамериканський кубок 2005    | 1/8 фіналу         | Чилі              | Універсідад Католіка   | 1:1            | 2:3            |
| 2007    | Кубок чемпіонів КОНКАКАФ 2007       | 1/4 фіналу         | Гондурас          | Олімпія (Тегусигальпа) | 3:2            | 4:1            |
|         |                                     | 1/2 фіналу         | Мексика           | Гвадалахара            | 1:1            | 1:2            |
| 2007    | Північноамериканська Суперліга 2007 | Груповий раунд     | Мексика           | Монаркас Морелія       | 1:1            | —              |
|         |                                     | Груповий раунд     | Мексика           | Клуб Америка           | 1:0            | —              |
|         |                                     | Груповий раунд     | США               | Х'юстон Динамо         | 0:1            | —              |
|         |                                     | 1/2 фіналу         | США               | Лос-Анджелес Гелаксі   | 0:2            | —              |
|         | Південноамериканський кубок 2007    | 1/8 фіналу         | Мексика           | Гвадалахара            | 2:1            | 0:1            |
| 2008    | Кубок чемпіонів КОНКАКАФ 2008       | 1/4 фіналу         | Ямайка            | Харбор В'ю             | 1:1            | 5:0            |
|         |                                     | 1/2 фіналу         | Мексика           | Пачука                 | 2:1            | 0:2            |
|         | Північноамериканська Суперліга 2008 | Груповий раунд     | Мексика           | Гвадалахара            | 1:2            | —              |
|         |                                     | Груповий раунд     | Мексика           | Атланте                | 2:3            | —              |
|         |                                     | Груповий раунд     | США               | Х'юстон Динамо         | 1:3            | —              |
| 2008/09 | Ліга чемпіонів КОНКАКАФ 2008/09     | Груповий раунд     | Мексика           | Крус Асуль             | 0:1            | 2:0            |
|         |                                     | Груповий раунд     | Гондурас          | Марафон                | 2:4            | 0:2            |
|         |                                     | Груповий раунд     | Коста-Рика        | Сапрісса               | 0:2            | 2:2            |
| 2009/10 | Ліга чемпіонів КОНКАКАФ 2009/10     | Попередній раунд   | Сальвадор         | Луїс Анхель Фірпо      | 1:1            | 1:1 (5:4 пен.) |
|         |                                     | Груповий раунд     | Гондурас          | Марафон                | 3:0            | 1:3            |
|         |                                     | Груповий раунд     | Тринідад і Тобаго | Сан-Хуан Джаблотех     | 5:1            | 1:0            |
|         |                                     | Груповий раунд     | Мексика           | Толука                 | 1:3            | 1:1            |
| 2014/15 | Ліга чемпіонів КОНКАКАФ 2014/15     | Груповий раунд     | Ямайка            | Уотерхаус              | 1:0            | 2:1            |
|         |                                     | Груповий раунд     | Панама            | Тауро                  | 2:0            | 1:0            |
|         |                                     | 1/4 фіналу         | Коста-Рика        | Алахуеленсе            | 2:5            | 2:1            |
| 2015/16 | Ліга чемпіонів КОНКАКАФ 2015/16     | Груповий раунд     | Панама            | Арабе Унідо            | 1:0            | 2:0            |
|         |                                     | Груповий раунд     | Ямайка            | Монтего-Бей Юнайтед    | 3:0            | 3:3            |
|         |                                     | 1/4 фіналу         | Мексика           | Керетаро               | 0:2            | 1:1            |

### Рекорди
- Матчів:  Хайме Морено (329)
- Голів:  Хайме Морено (131)
- Гольових передач:  Хайме Морено (102)
- Хвилин на полі:  Хайме Морено (24372)
- Ударів по воротам:  [Хайме Морено (660)

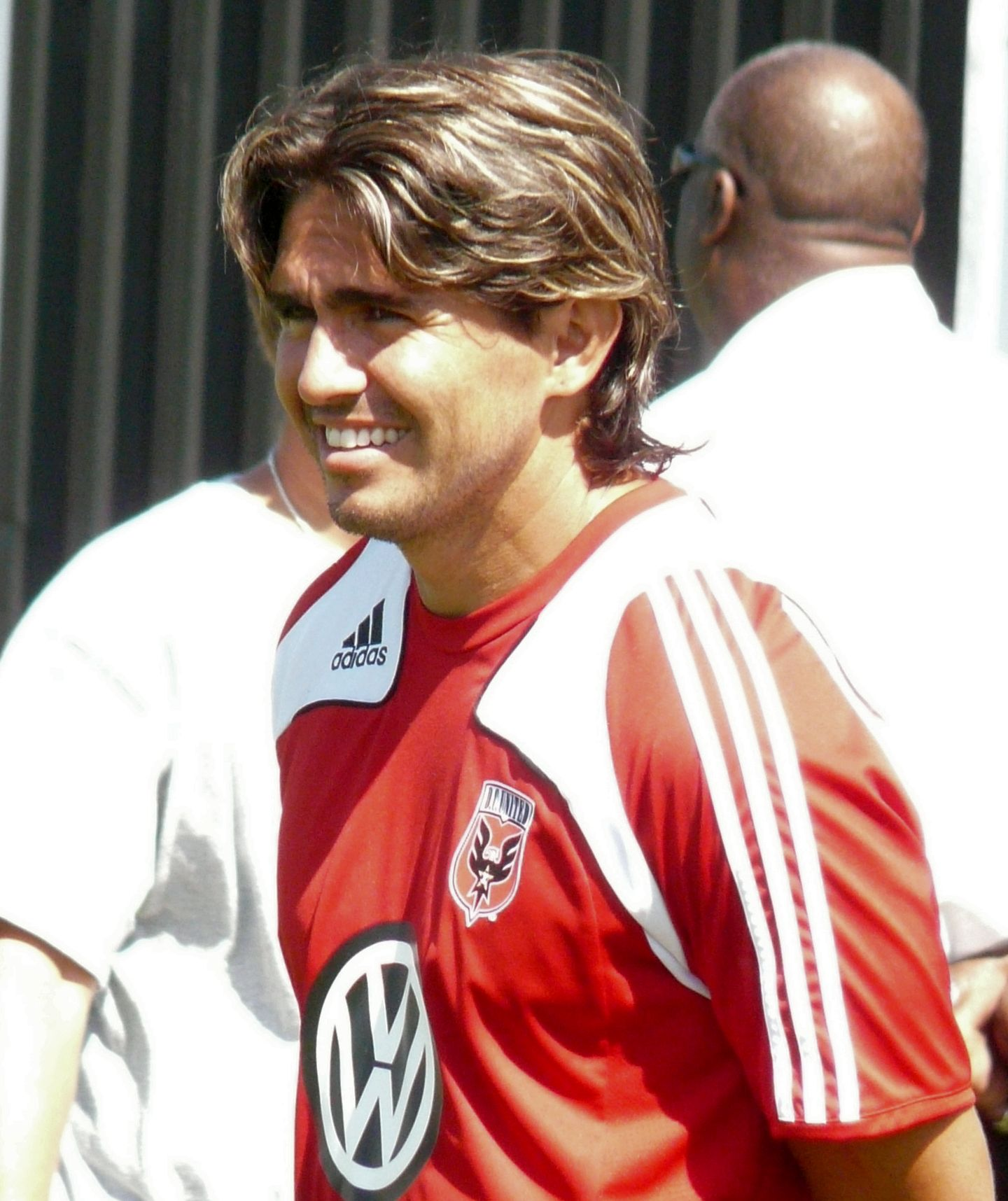
Хайме Морено - утримує більшість клубних рекордів

- Ударів у площину воріт:  Хайме Морено (380)
- Переможних голів:  Хайме Морено (26)
- Голів з пенальті:  Хайме Морено (42)
- Дублів:  Хайме Морено (17)
- Хет-триків:  Рауль Діас Арсе/ Двейн де Розаріо (2)
- «Сухих» матчів:  Нік Рімандо (29)
- Сейвів:  Нік Рімандо (355)
- Перемог:  Нік Рімандо (41)

Джерело: D.C. United All-Time Leaders. Major League Soccer. 22 серпня 2009. Архів оригіналу за травень 15, 2008. Процитовано 22 червня 2013.

#### Матчі
| #  | Ім'я             | Роки                | MLS      | Відкритий кубок США | Кубок MLS | Ліга чемпіонів КОНКАКАФ | Загалом |
| -- | ---------------- | ------------------- | -------- | ------------------- | --------- | ----------------------- | ------- |
| 1  | Хайме Морено     | 1996—2002 2004—2010 | 295 (45) | 12                  | 23        | 15                      | 379     |
| 2  | Бен Ольсен       | 1998—2009           | 221 (21) | ?                   | 22        | ?                       | 221     |
| 3  | Браян Намофф     | 2001—2010           | 195 (?)  | ?                   | ?         | ?                       | 195     |
| 4  | Марко Етчеверрі  | 1996—2003           | 191 (11) | ?                   | 23        | ?                       | 191     |
| 5  | Клайд Сіммс      | 2005—2011           | 182 (?)  | ?                   | ?         | ?                       | 182     |
| 6  | Річі Вільямс     | 1996—2000, 2002     | 169 (?)  | ?                   | ?         | ?                       | 169     |
| 7  | Сантіно Куаранта | 2001—2006 2008—2011 | 159 (?)  | ?                   | ?         | ?                       | 159     |
| 8  | Едді Поуп        | 1996—2002           | 143 (3)  | ?                   | 23        | ?                       | 143     |
| 9  | Джефф Ейгус      | 1996—2000           | 135 (4)  | ?                   | 23        | ?                       | 135     |
| 10 | Крістіан Гомес   | 2004—2007, 2009     | 124 (11) | ?                   | 11        | ?                       | 124     |

В дужках — виходи на заміну.

#### Голи
| #  | Ім'я             | Роки                | MLS | Відкритий кубок США | Кубок MLS | Континентальні турніри | Загалом |
| -- | ---------------- | ------------------- | --- | ------------------- | --------- | ---------------------- | ------- |
| 1  | Хайме Морено     | 1996—2002 2004—2010 | 131 | 13                  | 12        | 6                      | 162     |
| 2  | Крістіан Гомес   | 2004—2007 2009      | 45  | 4                   | 3         | 9                      | 61      |
| 3  | Рауль Діас Арсе  | 1996—1997 2000—2001 | 44  | 5                   | 8         | 1                      | 58      |
| 4  | Лусіану Еміліу   | 2007—2009           | 41  | 3                   | 0         | 11                     | 55      |
| 5  | Рой Лассітер     | 1998—1999 2002      | 36  | 0                   | 7         | 7                      | 50      |
| 6  | Марко Етчеверрі  | 1996—2002           | 34  | 1                   | 3         | 2                      | 40      |
| 7  | Бен Ольсен       | 1998—2009           | 29  | 0                   | 2         | 3                      | 34      |
| 8  | Сантіно Куаранта | 2001—2006 2008—2011 | 25  | 3                   | 0         | 0                      | 28      |
| 8  | Двейн де Розаріо | 2011—2013           | 23  | 5                   | 0         | 0                      | 28      |
| 10 | Алеко Ескандерян | 2003—2006           | 20  | 0                   | 4         | 1                      | 24      |

## Відомі гравці

### Члени символічної збірної MLS
- Марко Етчеверрі (1996, 1997, 1998, 1999)
- Джефф Ейгус (1997, 1999)
- Едді Поуп (1997, 1998)
- Хайме Морено (1997, 1999, 2004, 2005, 2006)
- Раян Нельсен (2003, 2004)
- Крістіан Гомес (2005, 2006, 2007)
- Трой Пекінс (2006)
- Боббі Босуелл (2006)
- Бен Ольсен (2007)
- Двейн де Розаріо (2011)
- Кріс Понтіус (2012)

Джерело: Award Winners & All-Stars. D.C. United. 2009. Архів оригіналу за квітень 8, 2009. Процитовано 30 червня 2009.

### Найцінніший гравець клубу
- 2004:  Хайме Морено
- 2005:  Крістіан Гомес
- 2006:  Крістіан Гомес
- 2007:  Лусіану Еміліу
- 2008:  Хайме Морено
- 2009:  Клайд Сіммс
- 2010:  Енді Нахар
- 2011:  Двейн де Розаріо
- 2012:  Кріс Понтіус
- 2013:  Перрі Кітчен
- 2014:  Фабіан Еспіндола
- 2015:  Кріс Рольф

### Члени Національної футбольної зали слави
У дужках - рік включення.
- Джон Гаркс (2005)
- Джефф Ейгус (2009)
- Едді Поуп (2011)
- Ерні Стюарт (2011)

### Члени Зали традицій

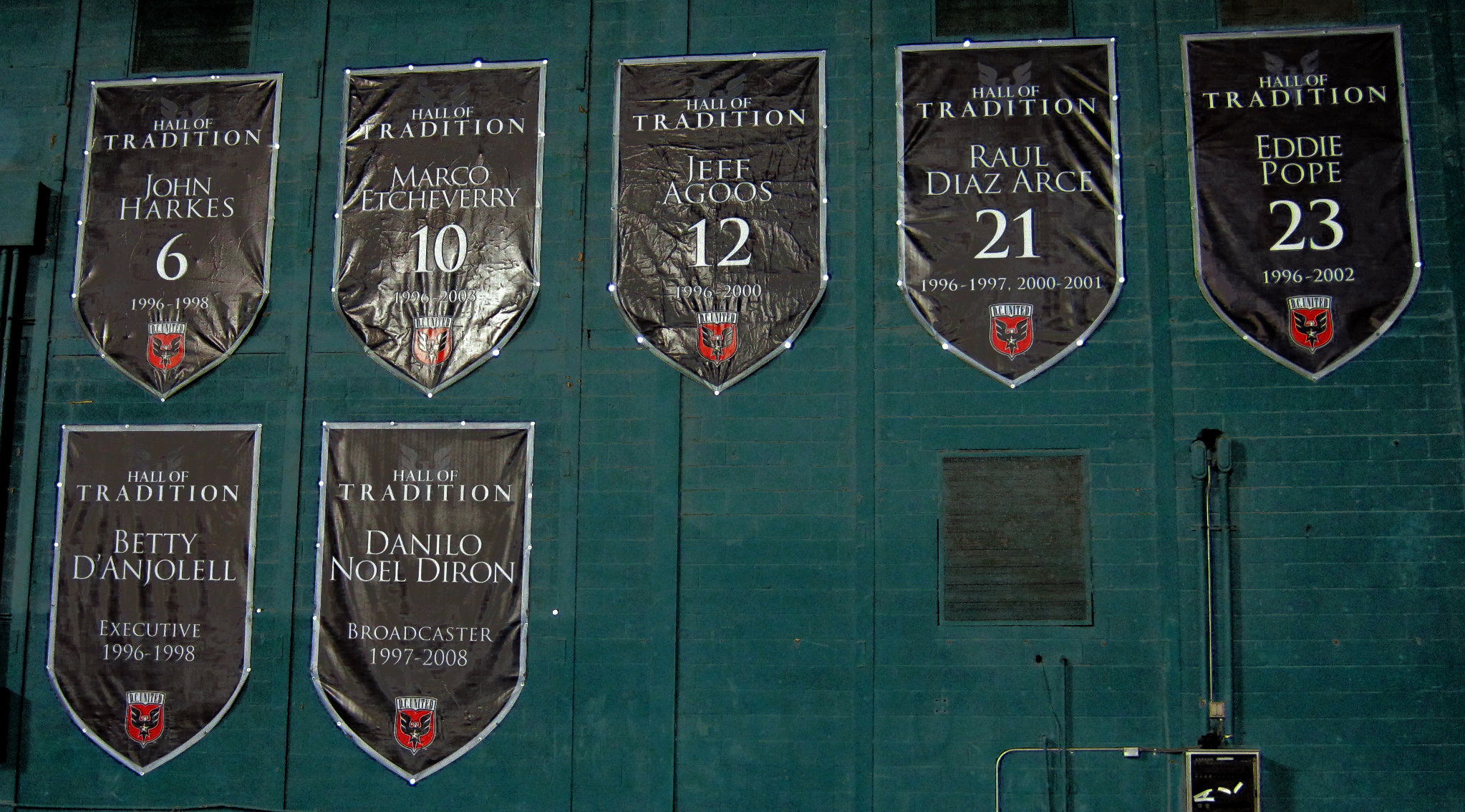
Банери «Зали традицій»

У 2003 році «Ді Сі Юнайтед» відкрив «Залу традицій» (спочатку називався «Традиція майстерності»), куди зараховуються гравці, тренери та співробітники адміністрації клубу, які зробили значний внесок в успіх команди.
У дужках - рік включення.
- Джон Гаркс (14 травня 2003)
- Марко Етчеверрі (20 жовтня 2007)
- Джефф Ейгус (16 жовтня 2008)
- Рауль Діас Арсе (2 вересня 2009)
- Едді Поуп (18 липня 2010)
- Річі Вільямс (15 жовтня 2011)
- Бен Ольсен (15 вересня 2012)

### Інші нагороди
- Найцінніший гравець MLS:  Марко Етчеверрі (1998),  Крістіан Гомес (2006),  Лусіану Еміліу (2007),  Двейн де Розаріо (2011)
- Захисник року:  Едді Поуп (1997),  Боббі Босуелл (2006)
- Голкіпер року:  Трой Пекінс (2006)
- Золота бутса MLS:  Хайме Морено (1997),  Лусіану Еміліу (2007),  Двейн де Розаріо (2011)
- Найкращий новоприбулий гравець року:  Лусіану Еміліу (2007)
- Новачок року:  Бен Ольсен (1998),  Енді Нахар (2010)